# Holm (Nordfriesland)
Holm ist eine ländliche Gemeinde im Kreis Nordfriesland in Schleswig-Holstein. Sie wird vom Amt Südtondern verwaltet.

## Geografie

### Geografische Lage
Das Gemeindegebiet von Holm erstreckt sich am westlichen Rand im zum Landschaftsraum Schleswigsche Geest zählenden Naturraum der Lecker Geest zu beiden Seiten vom Dreiharder Gotteskoogstrom. Im Westen reicht es bis hinein in den östlichen Bereich der Nordfriesischen Marsch im Gotteskoog.

### Gemeindegliederung
Gotteskoog liegt im Gemeindegebiet. Eine weitergehende Untergliederung erfolgte im amtlichen Wohnplatzverzeichnis zur Volkszählung in der Bundesrepublik Deutschland 1987: Danach liegen neben dem namensgebenden Dorf noch die Streusiedlung Holm Gotteskoog sowie der Hof Holmfeld im Gemeindegebiet.

### Nachbargemeinde
Direkt angrenzende Gemeindegebiete sind:
|         | Uphusum                                     |          |
| Niebüll | Kompassrose, die auf Nachbargemeinden zeigt | Braderup |
|         | Bosbüll                                     |          |

## Geschichte
Die erste urkundliche Erwähnung erfolgte 1497. Sowohl im Niederdeutschen als auch im Nordfriesischen und Dänischen ist Holm die Bezeichnung für eine Insel oder Erhebung.

## Politik
Seit der Kommunalwahl 2003 hat die Wählergemeinschaft WGH alle sieben Sitze in der Gemeindevertretung. Die Wahl am 26. Mai 2013 erbrachte das gleiche Ergebnis. Die Wahlbeteiligung betrug zuletzt 75,8 Prozent.
Der im Rahmen der Kommunalwahlen in Schleswig-Holstein 2018 am 6. Mai 2018 neu gewählte Gemeinderat von Holm ist für die Wahlperiode 2018–2023 wiederholt ausschließlich mit Mitgliedern der örtlichen Wählergemeinschaft besetzt worden. Dies war auch nach der Kommunalwahl 2023 der Fall. Die Wahlbeteiligung lag bei 68,8 Prozent.

## Verkehr
Die Bundesstraße 5 verläuft östlich von Holm durch das Gemeindegebiet von Braderup. Die Erreichbarkeit der auf der Geest gelegenen Dorflage im Motorisierten Individualverkehr erfolgt ausgehend von der Bundesstraße 5 in Klixbüll über Bosbüll auf der nordfriesischen Kreisstraße 84 nach Uphusum. Der weiter westlich in der Marsch gelegene Teil wird über die im Niebüller Ortsteil Langstoft von der schleswig-holsteinischen Landesstraße 8 abzweigende Kreisstraße 106 erreicht.
Im Öffentlichen Personennahverkehr wird der Ort über den Haltepunkt Uphusum an der Bahnstrecke Niebüll-Tondern erreicht. Dort halten ausschließlich Nahverkehrszüge. Der nächstgelegene Intercity-Halt ist der Bahnhof Niebüll etwa 6 km entfernt gelegen. Das Gemeindegebiet ist auch integriert im Rufbusgebiet Niebüll.

## Persönlichkeiten
- Andreas Hansen (1795–1860), Jurist, Amtmann und Politiker